# NGC 3356
NGC 3356 est une galaxie spirale située dans la constellation du Lion. NGC 3356 a été découverte par l'astronome germano-britannique William Herschel en 1784.

## Caractéristiques
La classe de luminosité de NGC 3356 est II-III et elle présente une large raie HI.

### Distance
Sa vitesse par rapport au fond diffus cosmologique est de 6 532 ± 25 km/s, ce qui correspond à une distance de Hubble de 96,3 ± 6,8 Mpc (∼314 millions d'al).
À ce jour, une dizaine de mesures non basées sur le décalage vers le rouge (redshift) donnent une distance de 75,780 ± 10,410 Mpc (∼247 millions d'al), ce qui est à l'extérieur des valeurs de la distance de Hubble. Notons que c'est avec la valeur moyenne des mesures indépendantes, lorsqu'elles existent, que la base de données NASA/IPAC calcule le diamètre d'une galaxie et qu'en conséquence le diamètre de NGC 3356 pourrait être d'environ 50,4 kpc (∼164 000 al) si on utilisait la distance de Hubble pour le calculer.

## Paire de galaxies?
Les galaxies NGC 3356 et NGC 3376 sont dans la même région de la sphère céleste et à des distances semblables de la Voie lactée. Selon Abraham Mahtessian, elles forment une paire de galaxies. Mentionnons cependant que la base de données NASA/IPAC indique que NGC 3376 est une galaxie isolée. Il y a une différence d'environ 17 millions d'années-lumière entre ces deux galaxies et elles ne forment peut-être pas une paire de galaxie.